# Kolofoʻou (Distrikt)
Kolofoʻou  ist einer der sieben Distrikte der Division Tongatapu im Königreich Tonga im Pazifik.

## Geographie
Der Distrikt umfasst den zentralen Teil des Tongatapu-Atolls mit einem großen Teil der Hauptstadt Nukuʻalofa sowie einigen vorgelagerten Inseln im Nordosten. Der Distrikt ist größtenteils von Wasser umschlossen, nur im Westen grenzt er direkt an den Distrikt Kolomotuʻa. Südlich und östlich der Zentrallagune liegen die Distrikte Vaini, Tatakamotonga und Lapaha.

## Bevölkerung
Zum Distrikt gehören mehrere Viertel der Hauptstadt und die Inseln nordöstlich der Hauptstadt bis zur Insel ʻAta.
| Dorf           | Einwohner (2021) |
| -------------- | ---------------- |
| Kolofoʻou      | 7222             |
| Maʻufanga      | 6999             |
| Nukunukumotu   | 57               |
| ʻOneata        | 0                |
| Popua          | 2335             |
| Tukutonga      | 643              |
| Pangaimotu     | 11               |
| Fafaa          | 7                |
| ʻOnevai        | 0                |
| ʻAta           | 0                |
| Velitoa Hahake | 0                |
| Velitoa Hihifo | 0                |